# Tabuse
Tabuse (田布施町?) è una cittadina giapponese della prefettura di Yamaguchi.